# Muhammad bin Saud
Muhammad ibn Saud (tiếng Ả Rập: محمد بن سعود ; mất năm 1765), còn gọi là Ibn Saud, là emir của Ad-Diriyyah và được nhìn nhận là người thành lập Nhà nước Saud đầu tiên và Vương triều Saud, vương triều này được đặt theo tên của cha ông là Saud ibn Muhammad ibn Muqrin (mất năm 1725). Gia tộc của Ibn Saud (thời đó gọi là Al Muqrin) có nguồn gốc từ bộ lạc Banu Audi và các bộ lạc Hanifa. Muhammad ibn Saud không phải là người bedouin du mục hoặc là một thủ lĩnh bộ lạc, mà là thủ lĩnh (emir) của một khu định cư nông nghiệp nằm gần Riyadh ngày nay, có tên là Diriyah. Ngoài ra, ông còn là một chiến binh hoang mạc có năng lực và tham vọng.
Căn cứ quyền lực ban đầu của ông là tại Ad-Diriyyah, tại đây ông gặp Muhammad ibn Abdul-Wahhab, là người đến nhờ Ibn Saud bảo hộ. Muhammad ibn Saud chấp thuận và hai người quyết định cùng làm việc nhằm thực hiện các tư tưởng của Ibn Abdel Wahhab về thanh tẩy Hồi giáo khỏi (điều được cho là) đổi mới (dị giáo) trong hành đạo bằng cách đưa nó trở lại dạng thuần khiết nhất. Họ lập một liên minh vào năm 1744, được chính thức hoá bằng việc gả con gái của Muhammad bin Abdul-Wahhab cho con trai và người kế thừa của Ibn Saud là Abdul Aziz. Sau đó, các hậu duệ của Muhammad bin Saud và các hậu duệ của bin Abdul-Wahhab (gia tộc Al ash-Sheikh) duy trì các liên kết mật thiết.
Sử dụng tư tưởng của Ibn Abdul-Wahhab, Ibn Saud giúp thành lập nhà Saud trong số các thế lực trên bán đảo Ả Rập. Việc sử dụng tôn giáo làm một cơ sở cho tính hợp pháp của mình khiến nhà Saud trở nên khác biệt so với các thị tộc lân cận và gây dựng được sự ủng hộ.
Ibn Saud được nhìn nhận là thành lập thể chế mà về sau gọi là Nhà nước Saud thứ nhất. Cách thức ông thành lập chính phủ trở thành mô hình cho các các nhà thống trị của gia tộc Saud đến ngày nay. Chính phủ dựa trên các nguyên tắc Hồi giáo và sử dụng shura. Ông cai trị cho đến khi qua đời vào năm 1765 sau đó con trai ông là Abdul-Aziz bin Muhammad trở thành người cai trị thứ hai của Nhà nước Saud thứ nhất. Đại học Hồi giáo Imam Muhammad ibn Saud được đặt theo tên ông.